# Campionati asiatici di lotta 2019
I Campionati asiatici di lotta 2019 sono stati la 32ª edizione della manifestazione continentale organizzata dalla FILA. Si sono svolti dal 23 al 28 aprile a Xi'an, in Cina.

## Medagliere
| Pos.   | Paese          | Oro | Argento | Bronzo | Totale |
| ------ | -------------- | --- | ------- | ------ | ------ |
| 1      | Iran           | 7   | 0       | 3      | 10     |
| 2      | Kazakistan     | 2   | 1       | 2      | 5      |
| 3      | India          | 1   | 3       | 4      | 8      |
| 5      | Cina           | 0   | 2       | 2      | 4      |
| 6      | Giappone       | 0   | 1       | 3      | 4      |
| 7      | Mongolia       | 0   | 1       | 2      | 3      |
| 8      | Kirghizistan   | 0   | 1       | 1      | 2      |
| 8      | Corea del Nord | 0   | 1       | 1      | 2      |
| 10     | Corea del Sud  | 0   | 0       | 1      | 1      |
| 10     | Uzbekistan     | 0   | 0       | 1      | 1      |
| Totale | Totale         | 10  | 10      | 20     | 40     |

## Classifica squadre
| Pos. | Lotta libera maschile | Lotta libera maschile | Lotta greco-romana | Lotta greco-romana | Lotta libera femminile | Lotta libera femminile |
| Pos. | Squadra               | Punti                 | Squadra            | Punti              | Squadra                | Punti                  |
| ---- | --------------------- | --------------------- | ------------------ | ------------------ | ---------------------- | ---------------------- |
| 1    | Iran                  | 220                   | Iran               | 165                | Giappone               | 215                    |
| 2    | India                 | 155                   | Uzbekistan         | 163                | Cina                   | 183                    |
| 3    | Kazakistan            | 129                   | Kazakistan         | 134                | India                  | 113                    |
| 4    | Cina                  | 102                   | Cina               | 124                | Mongolia               | 107                    |
| 5    | Giappone              | 101                   | Corea del Sud      | 121                | Kazakistan             | 102                    |
| 6    | Kirghizistan          | 87                    | India              | 111                | Corea del Sud          | 95                     |
| 7    | Mongolia              | 72                    | Giappone           | 104                | Uzbekistan             | 73                     |
| 8    | Corea del Sud         | 69                    | Kirghizistan       | 100                | Corea del Nord         | 70                     |
| 9    | Uzbekistan            | 57                    | Corea del Nord     | 26                 | Kirghizistan           | 56                     |
| 10   | Tagikistan            | 48                    | Tagikistan         | 20                 | Vietnam                | 44                     |

## Podi

### Lotta libera maschile
| Evento        | Oro               | Argento                 | Bronzo                                 |
| fino a 57 kg  | Reza Atri         | Kang Kum-song           | Makhmudjon Shavkatov Yuki Takahashi    |
| fino a 61 kg  | Behnam Ehsanpour  | Liu Minghu              | Yudai Fujita Rahul Aware               |
| fino a 65 kg  | Bajrang Punia     | Sayatbek Okassov        | Kim Han-song Peiman Biabani            |
| fino a 70 kg  | Nurkozha Kaipanov | Kojiro Shiga            | Yuan Shaohua Younes Emamichoughuei     |
| fino a 74 kg  | Daniyar Kaisanov  | Amit Kumar Dhankar      | Batsuuriin Otgonbayar Mohammad Nokhodi |
| fino a 79 kg  | Bahman Teymouri   | Parveen Rana            | Oibek Nasirov Galymzhan Usserbayev     |
| fino a 86 kg  | Kamran Ghasempour | Aligadzhi Gamidgadzhiev | Deepak Punia Ganbaataryn Gankhuyag     |
| fino a 92 kg  | Alireza Karimi    | Vicky Chahar            | Sun Xiao Atsushi Matsumoto             |
| fino a 97 kg  | Reza Yazdani      | Ölziisaikhany Batzul    | Alisher Yergali Satyawart Kadian       |
| fino a 125 kg | Yadollah Mohebbi  | Deng Zhiwei             | Sumit Malik Kim Dong-hwan              |

### Lotta greco-romana maschile
| Evento        | Oro                  | Argento                | Bronzo                                  |
| fino a 55 kg  | Ilkhom Bakhromov     | Hiromu Katagiri        | Asan Sulaimanov Khorlan Zhakansha       |
| fino a 60 kg  | Islomjon Bakhromov   | Ri Se-ung              | Gyanender Dahiya Kenichiro Fumita       |
| fino a 63 kg  | Tuo Erbatu           | Elmurat Tasmuradov     | Jung Jin-woong Saman Abdevali           |
| fino a 67 kg  | Ryu Han-su           | Meirzhan Shermakhanbet | Zhang Gaoquan Shogo Takahashi           |
| fino a 72 kg  | Mohammad Reza Geraei | Zhang Hujun            | Ruslan Tsarev Demeu Zhadrayev           |
| fino a 77 kg  | Kim Hyeon-woo        | Gurpreet Singh         | Tamerlan Shadukayev Mohammad Ali Geraei |
| fino a 82 kg  | Saeid Abdevali       | Harpreet Singh         | Maxat Yerezhepov Qian Haitao            |
| fino a 87 kg  | Hossein Nouri        | Sunil Kumar            | Azamat Kustubayev Rustam Assakalov      |
| fino a 97 kg  | Uzur Dzhuzupbekov    | Jahongir Turdiev       | Xiao Di Mehdi Aliyari                   |
| fino a 130 kg | Amir Ghasemi         | Muminjon Abdullaev     | Damir Kuzembayev Murat Ramonov          |

### Lotta libera femminile
| Evento       | Oro                | Argento                | Bronzo                                    |
| fino a 50 kg | Yuki Irie          | Sun Yanan              | Walentina Isłamowa Hwang Yong-ok          |
| fino a 53 kg | Pak Yong-mi        | Mayu Mukaida           | Vinesh Phogat Aktenge Keunimjayeva        |
| fino a 55 kg | Xie Mengyu         | Saki Igarashi          | Marina Siedniewa Bolormaagijn Dölgöön     |
| fino a 57 kg | Rong Ningning      | Jong Myong-suk         | Sücheegijn Cerenczimed Kaori Ichō         |
| fino a 59 kg | Yuzuka Inagaki     | Altancecegijn Batceceg | Zhang Qi Manju Kumari                     |
| fino a 62 kg | Ajsułuu Tynybekowa | Yukako Kawai           | Sakszi Malik Nabira Esenbaeva             |
| fino a 65 kg | Luo Xiaojuan       | Naomi Ruike            | Dzorigtyn Bolortungalag Ajna Tiemirtasowa |
| fino a 68 kg | Sara Doshō         | Zhou Feng              | Meerim Dżumanazarowa Divya Kakran         |
| fino a 72 kg | Yūka Kagami        | Jeong Seo-yeon         | Żamiła Bakbergenowa Nilufar Gadayeva      |
| fino a 76 kg | Pa Liha            | Hiroe Minagawa         | Chang Hui-tsz Hwang Eun-ju                |